# Waseca, Minnesota
Waseca là một thành phố thuộc quận Waseca, tiểu bang Minnesota, Hoa Kỳ. Năm 2010, dân số của thành phố này là 9410 người.

## Dân số
- Dân số năm 2000: 8493 người.
- Dân số năm 2010: 9410 người.